# 哈拉尔德·金佩尔
哈拉尔德·金佩尔（德語：Harald Gimpel，1951年9月6日—），德国男子皮划艇运动员。他曾代表东德参加1972年夏季奥林匹克运动会皮划艇比赛，获得男子单人皮艇激流铜牌。